# 4.º Jamboree Mundial Escoteiro
O 4.º Jamboree Mundial Escoteiro foi organizado pela Hungria e realizado de 2 a 13 de agosto de 1933. Estiveram presentes 25.792 escoteiros, representando 33 nações diferentes e territórios adicionais. Eles acamparam ao redor do Palácio Real na Floresta Real de Gödöllő, a cerca de 18 quilômetros da capital Budapeste.

## O evento
Foi o penúltimo Jamboree do fundador do Escotismo, Robert Baden-Powell. Baden-Powell e o chefe de estado húngaro, Regent Horthy, dirigiram-se aos escoteiros na arquibancada construída para acomodar mais de 5.000 convidados durante uma cerimônia de abertura no local do rally. O regente Horthy disse aos escoteiros,
| “ | Escoteiros! Você veio para a Hungria de todas as partes do mundo para testemunhar sobre os poderes magníficos e edificantes da fraternidade representada pelo Escotismo. Os nobres laços de amizade, acredito, ficarão ainda mais fortes entre vocês por meio deste Jamboree do Quarto Mundo. Estou convencido de que o Jamboree muito fará pela promoção da boa vontade e da cooperação pacífica, para o bem geral da humanidade. A nação húngara oferece a você com amor esses campos cercados de mata para o seu acampamento. A nação húngara dá as boas-vindas a você e ao seu líder, o fundador do Movimento Escoteiro Mundial, Lord Baden Powell. Bem-vindos a todos vocês! Espero que se sinta em casa! | ” |

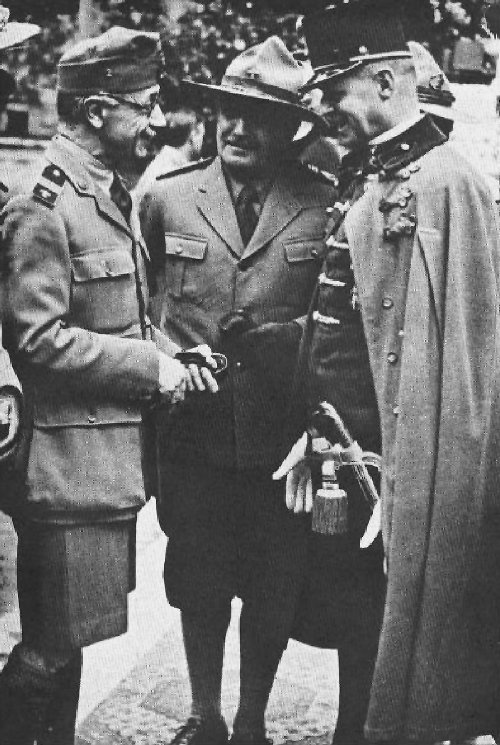
Teleki Pál, chefe do campo de Jamboree, passado e futuro primeiro-ministro da Hungria; Papp Antal; e o Chefe do Campo Geral do 4.º Jamboree Mundial Kisbarnaki Ferenc Farkas no 4.º Jamboree Mundial em Gödöllő, Hungria em 1933

O chefe do campo de Jamboree era o chefe dos escoteiros da Hungria, o conde Teleki Pál, membro do Comitê Internacional que havia sido e mais tarde se tornaria primeiro-ministro da Hungria. O Gerente Geral do Campo era Vitez Kisbarnaki Ferenc Farkas, um oficial do estado-maior do Exército Real Húngaro, que mais tarde foi nomeado Escoteiro Chefe da Hungria após a morte de Teleki Pál em 1941.
Este evento marcou-se como o primeiro encontro internacional onde estiveram representados os escoteiros do ar, incluindo os famosos pilotos László Almásy e Robert Kronfeld.

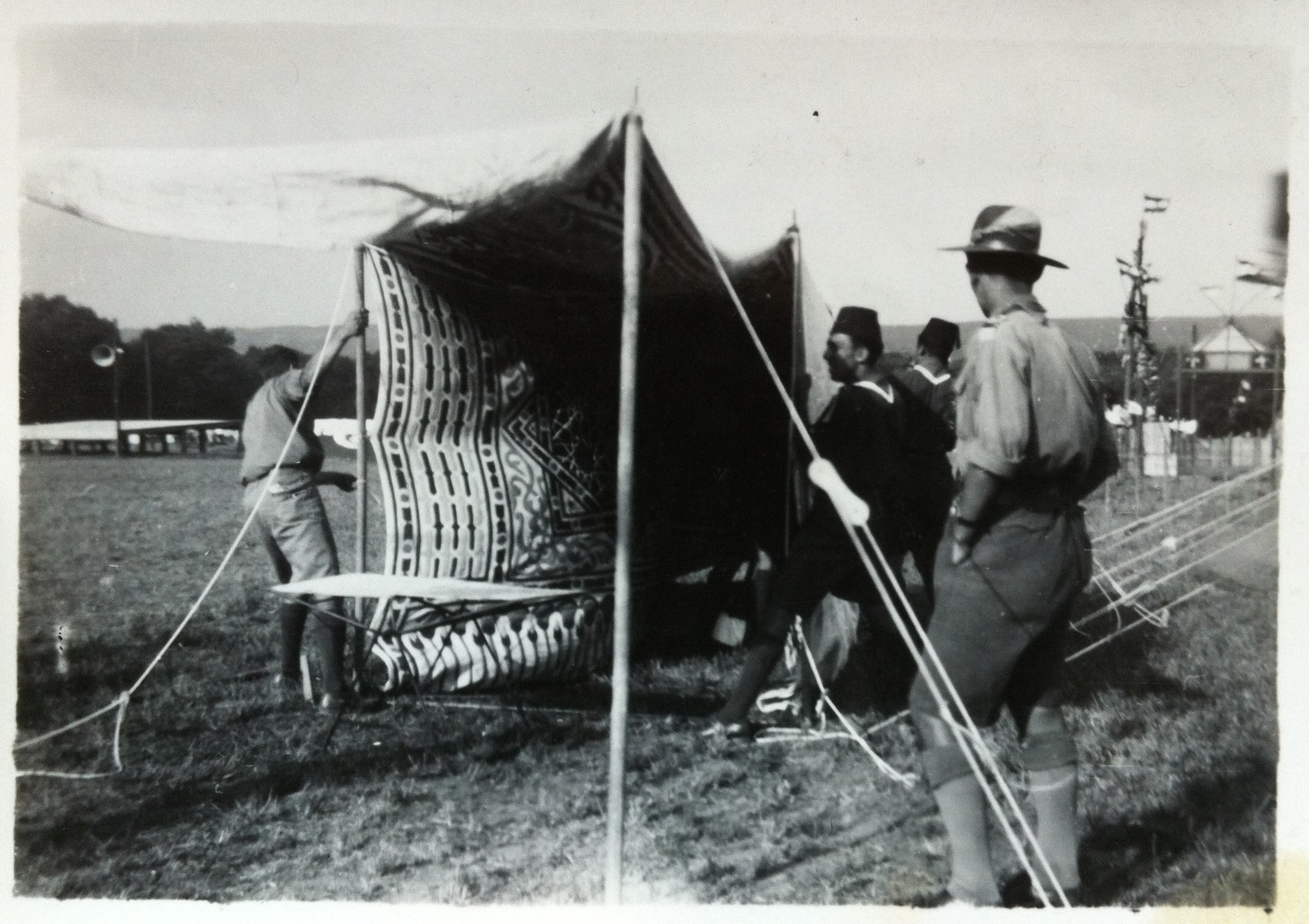
Escoteiros egípcios erguendo uma tenda khayamiya decorada no 4.º Jamboree Mundial de Escoteiros em Budapeste, 1933

Países e territórios com contingentes de escoteiros presentes incluem Hungria, Escócia, País de Gales, Irlanda do Norte, Estado Livre da Irlanda, Inglaterra, Jamaica, Trinidad, Suíça, Suécia, Armênia, Holanda, Polônia, Finlândia, Tchecoslováquia, Estônia, Austrália, Nova Zelândia, Guiana Britânica, Canadá, Terra Nova, Ceilão, África do Sul, Áustria, Romênia, Noruega, Portugal, Sião, Espanha, Haiti, Grécia, França, Gibraltar, Índia, Filipinas, Estados Unidos, Bulgária, Liechtenstein, Bélgica, Síria, Dinamarca, Islândia, Egito, Irã, Japão, Malta, Palestina, Rodésia, Ducado de Luxemburgo e escoteiros de emigrantes russos . Eles viveram em dez subcampos. O acampamento geral era atendido por seus próprios correios, estação de ambulância, hospital, uma ferrovia a vapor e estação, uma linha de bonde elétrico local com quatro estações, serviço de rádio, 14 km de abastecimento de água com 9 poços e um serviço de ar.
O jornal diário Jamboree, Magyar Cserkész, foi impresso em húngaro, inglês, francês e alemão, com contribuições em outras línguas. Cada grupo estrangeiro no Jamboree recebeu um "primo" - um escoteiro húngaro que falava sua língua e servia como tradutor e guia. Eles usavam no braço direito uma faixa branca com duas mãos entrelaçadas bordadas em vermelho. No bolso da camisa, eles usavam um patch bordado que indicava sua especialidade no idioma, por exemplo, Parle Francais, Spricht Deutsch ou Speaks English.
Durante o Jamboree, cerca de 365.000 pessoas incluindo 100.000 da cidade vizinha de Gödöllő e dos distritos vizinhos visitaram os escoteiros de muitas nações, em busca de "autogramas" - autógrafos - e "troco" ou para trocar roupas, patches e muito mais . A despesa total foi de 1.660.000 Pengő (~ 332.000 dólares americanos), a receita total foi de 1.668.000 Pengő (~ 333.600 dólares americanos).

## Eventos relacionados

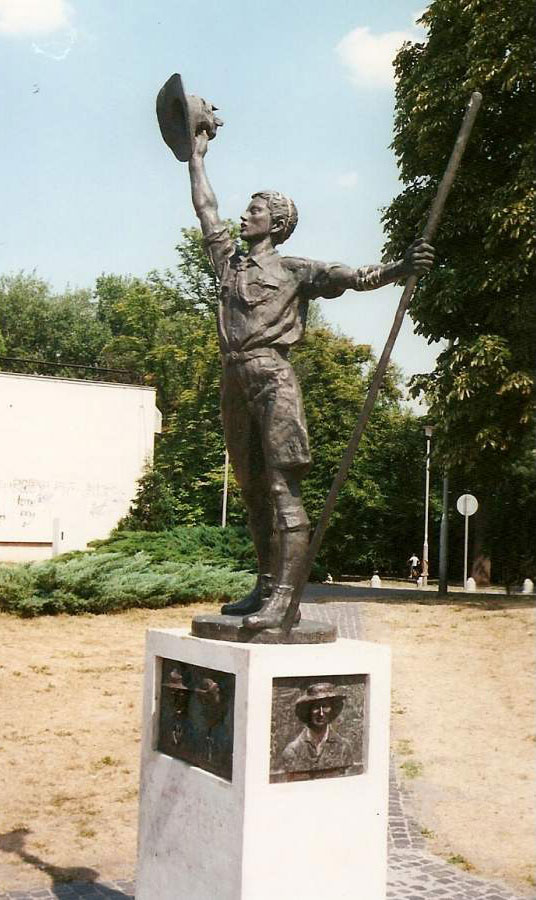
Estátua do "Escoteiro" erguida em Gödöllõ, Hungria, para comemorar o décimo aniversário do 4.º Jamboree Mundial

Para comemorar o décimo aniversário do Jamboree, uma estátua da escultura Lőrinc Siklódi de um escoteiro foi erguida em 17 de outubro de 1943 em frente ao Quartel da Guarda na Floresta Real de Gödöllő, Hungria. Depois que o Exército Vermelho ocupou o país e a Cortina de Ferro foi estabelecida, a estátua original do escultor Lőrinc Siklódi foi removida em 1948 e o governo agiu para suprimir o Escotismo. Em 1994, depois que a democracia e o Escotismo foram restabelecidos na Hungria, a comunidade ao redor de Gödöllő mudou-se para localizar e reerguer a estátua.
Após uma longa busca, a estátua original não foi encontrada, e um comitê foi estabelecido com o objetivo de erguer uma nova estátua. Eles decidiram aumentar em 130 centimetros Zsigmond Kisfaludi Strobl estatueta intitulada O Escoteiro . Um aluno de Kisfaludi Strobl, István Pál, foi escolhido para concluir a obra. A nova estátua de um escoteiro no pedestal original foi inaugurada em 23 de abril de 1994, comemorando mais uma vez o Jamboree Mundial de 1933.
Em 1993, para comemorar o 60.º aniversário do Quarto Jamboree Mundial, a Associação Escoteira Húngara Magyar Cserkészszövetség sediou o Campo Memorial do Quarto Jamboree Mundial em Bélapátfalva, Hungria.
Teleki Pál, que serviu como chefe do acampamento no Jamboree, está sepultado em Gödöllõ. Ele foi primeiro-ministro da Hungria duas vezes e amigo pessoal de Baden-Powell.